# بلدة هاميلتون (مقاطعة كلير)
هاميلتون، مقاطعة كلير (بالإنجليزية: Hamilton Township, Clare County, Michigan)‏ هي بلدة تقع بولاية ميشيغان في الولايات المتحدة. تبلغ مساحتها 94.3 (كم²)، وترتفع عن سطح البحر 276 م، بلغ عدد سكانها 1988 نسمة في عام تعداد الولايات المتحدة 2000 حسب إحصاء مكتب تعداد الولايات المتحدة وتصل الكثافة السكانية فيها 21.4 نسمة/كم2.

## وصلات خارجية
- The US50 - Cities and Towns in Michigan State
- Michigan Cities and Towns, Facts, Map, Flag, Colleges, Government, and More